# Letts (Iowa)
Pour les articles homonymes, voir Letts.
Letts est une ville du  comté de Louisa, en Iowa, aux États-Unis. Elle est incorporée le 28 juillet 1877.

## Source de la traduction
- (en) Cet article est partiellement ou en totalité issu de l’article de Wikipédia en anglais intitulé « Letts, Iowa » (voir la liste des auteurs).